# Sestrica Mala (Kornat)
Sestrica Mala je nenaseljeni otočić u hrvatskom dijelu Jadranskog mora.
Njegova površina iznosi 0,029 km². Dužina obalne crte iznosi 0,63 km.